# 維克多一世 (拉蒂博爾)
維克多一世（德語：Victor I. von Ratibor，1818年2月10日—1893年1月30日），本名維克多·霍恩洛厄-希靈斯菲斯特（德語：Victor zu Hohenlohe-Schillingsfürst）。霍恩洛厄家族出身，弟弟是德意志帝國首相霍恩洛厄親王。
1840年，維克多受普魯士國王腓特烈·威廉四世封為拉蒂博爾公爵（即今日位於波蘭的拉齊布日）與柯維親王。

## 家庭
1845年，維克多一世與菲斯滕貝格親王卡爾·埃貢二世的女兒瑪麗亞·艾瑪莉亞（Maria Amalia）結婚，兩人共有5子3女：
1. 維克多·阿瑪迪斯（1847年—1923年）
2. 法蘭茲·卡爾（1849年—1925年）
3. 伊莉莎白（1851年—1928年）
4. 瑪麗·特蕾絲（1854年—1928年）
5. 馬克西米利安（德语：Max von Ratibor und Corvey）（1856年—1924年）
6. 恩斯特·埃曼努爾（1857年—1891年）
7. 卡爾·埃貢（德语：Karl Prinz von Ratibor und Corvey）（1860年—1931年）
8. 瑪格麗特（1863年—1940年）